# Góra Wiktorii
Góra Wiktorii (birm. Witoyiya Taungdeik a. Nat Ma Taung; ang. Mount Victoria) – góra w stanie Czin w zachodniej Mjanmie o wysokości 3053 m n.p.m. Należy do pasma Czin. Niższe partie zboczy porośnięte są tropikalnym i subtropikalnym lasem deszczowym, wyższe są siedliskiem różnorodnych gatunków typowych dla położonych dalej na północ Himalajów. Występują tu też liczne gatunki endemiczne.